# Luís de Sousa Leite
Luís de Sousa Leite, primeiro e único barão de Socorro, (Mogi Mirim, 17 de dezembro de 1848 — Amparo) foi um fazendeiro e político brasileiro.
Filho de José Leite de Sousa e de Jesuína Maria de Sousa, casou-se com Deolinda de Sousa Arantes.
Foi proprietário de terras em Amparo. Era vereador no município, quando libertou todos seus 56 escravos. Quando da Proclamação da República, foi governante provisório da comarca, pelo qual renunciou ao título de barão. 
Foi senador estadual em São Paulo, além de comandante superior da Guarda Nacional. Agraciado barão e comendador da Imperial Ordem da Rosa.